# Tanja Dickenscheid
Tanja Dickenscheid, född den 17 juni 1969 i Mainz, Tyskland, är en tysk landhockeyspelare.
Hon tog OS-silver i damernas landhockeyturnering i samband med de olympiska landhockeytävlingarna 1992 i Barcelona.